# Marcus Pupienus Africanus
Marcus Pupien(i)us Africanus war ein römischer Politiker und Senator im 3. Jahrhundert n. Chr.
Pupienus Africanus machte wohl eine im Wesentlichen auf Rom beschränkte, zivile Laufbahn durch. So war er unter Kaiser Severus Alexander Quästor und im Jahr 236 zusammen mit Kaiser Maximinus Thrax ordentlicher Konsul. 
Pupienus Africanus war mit großer Wahrscheinlichkeit ein Sohn des Kaisers Pupienus.